# Мемориал Фанни Бланкерс-Кун

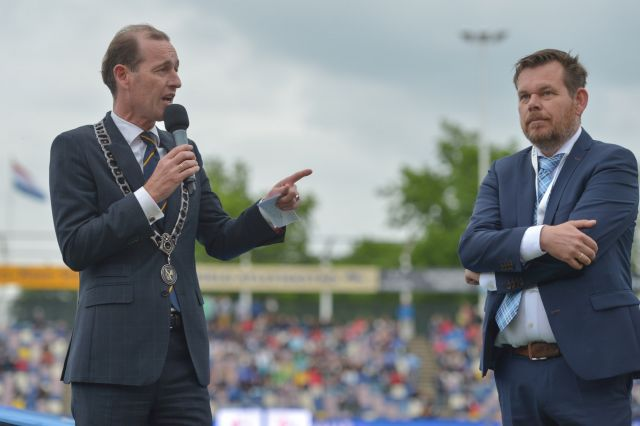
Мэр Хенгело Сандер Схелберг (слева) на церемонии открытия, 22 мая 2016 года

Мемориал памяти Фанни Бланкерс-Кун — международные легкоатлетические соревнования памяти легендарной нидерландской легкоатлетки Фанни Бланкерс-Кун (1918—2004). Ежегодно проводится с 1981 года в городе Хенгело, Нидерланды.
За время проведения этого турнира, здесь были установлены 6 мировых рекордов.

## Мировые рекорды
| Дата        | Дистанция | Время    | Атлет               | Страна     |
| 4 июня 1994 | 5000 м    | 12.56,96 | Хайле Гебреселассие | Эфиопия    |
| 5 июня 1995 | 10000 м   | 26.43,53 | Хайле Гебреселассие | Эфиопия    |
| 31 мая 1997 | 2 мили    | 8.01,08  | Хайле Гебреселассие | Эфиопия    |
| 1 июня 1998 | 10000 м   | 26.22,75 | Хайле Гебреселассие | Эфиопия    |
| 31 мая 2004 | 5000 м    | 12.37,35 | Кенениса Бекеле     | Эфиопия    |
| 6 июня 2021 | 10000 м   | 29.06,82 | Сифан Хассан        | Нидерланды |